# Контрада Кастанеа
Контрада Кастанеа је насеље у Италији у округу Ређо ди Калабрија, региону Калабрија.
Према процени из 2011. у насељу је живело 57 становника. Насеље се налази на надморској висини од 997 м.